# Distretto di Buliisa
Il distretto di Buliisa è un distretto dell'Uganda, situato nella Regione occidentale.